# Roman Mrázek
Roman Mrázek (ur. 21 stycznia 1962 w Sokolovie) – słowacki lekkoatleta specjalizujący się w chodzie sportowym, trzykrotny uczestnik letnich igrzysk olimpijskich (Seul 1988, Barcelona 1992, Atlanta 1996). W czasie swojej kariery reprezentował również Czechosłowację.

## Sukcesy sportowe
- mistrz Czechosłowacji w chodzie na 20 kilometrów – 1987[1]
- dwukrotny halowy mistrz Czechosłowacji w chodzie na 5000 metrów – 1989, 1991

| Rok  | Miasto                    | Zawody                            | Konkurencja    | Wynik         |
| ---- | ------------------------- | --------------------------------- | -------------- | ------------- |
| 1984 | Moskwa                    | Zawody "Przyjaźń-84"              | chód na 20 km  | 6. miejsce    |
| 1985 | Paryż                     | Światowe igrzyska halowe          | chód na 5000 m | 4. miejsce    |
| 1987 | Liévin                    | Halowe mistrzostwa Europy         | chód na 5000 m | brązowy medal |
| 1987 | Indianapolis              | Halowe mistrzostwa świata         | chód na 5000 m | 4. miejsce    |
| 1987 | Rzym                      | Mistrzostwa świata                | chód na 20 km  | 6. miejsce    |
| 1988 | Budapeszt                 | Halowe mistrzostwa Europy         | chód na 5000 m | srebrny medal |
| 1988 | Seul                      | Igrzyska olimpijskie              | chód na 20 km  | 5. miejsce    |
| 1989 | Haga                      | Halowe mistrzostwa Europy         | chód na 5000 m | srebrny medal |
| 1989 | Budapeszt                 | Halowe mistrzostwa świata         | chód na 5000 m | srebrny medal |
| 1989 | L’Hospitalet de Llobregat | Puchar świata w chodzie sportowym | chód na 20 km  | 4. miejsce    |
| 1992 | Barcelona                 | Igrzyska olimpijskie              | chód na 50 km  | 5. miejsce    |

## Rekordy życiowe
- chód na 3000 metrów – 10:56,34 – Bratysława 14/06/1989 (rekord Słowacji)
- chód na 3000 metrów (hala) – 11:58,8 – Hlohovec 29/11/1996
- chód na 5000 metrów – 18:28,80 – Bratysława 14/06/1989 (rekord Słowacji)
- chód na 5000 metrów (hala) – 18:28,90 – Budapeszt 05/03/1989
- chód na 10 000 metrów – 38:47,54 – Bratysława 12/06/1987
- chód na 20 000 metrów – 1:20:47,6 – Bergen 26/05/1990
- chód na 20 kilometrów – 1:20:21 – Hildesheim 16/09/1990
- chód na 50 kilometrów – 3:48:22 – Podiebrady 20/04/1997